# Baronía de Benedrís
La baronía de la Benedrís es un título nobiliario español creado en 1392 por el rey de Aragón Juan I al aceptar con facultad real este vínculo a Luis de Castellar Olim de Vilanova y a su mujer Francisca Juana Carroz.
Este título fue rehabilitado en 1919 por el rey Alfonso XIII a favor de Carlos de Muguiro y Frígola IV conde de Muguiro.

## Barones de la Benedrís
|                               | Titular                                 | Periodo                       |
| Creación por Juan I de Aragón | Creación por Juan I de Aragón           | Creación por Juan I de Aragón |
| ----------------------------- | --------------------------------------- | ----------------------------- |
| I                             | Luis de Castellar Olim de Vilanova      | 1392-                         |
| .                             | .                                       |                               |
| .                             | Luis de Vilanova y Castellar            |                               |
| .                             | .                                       |                               |
| .                             | Tomás de Castellví y Adeli              |                               |
| .                             | Galcerán de Castellví y Villaseñor      |                               |
| .                             | Nicolás Felipe de Castellví y Villarasa |                               |
| .                             | Nicolás Martín de Castellví y Monsoriu  |                               |
| .                             | Antonio Benito de Castellví y Durán     |                               |
| .                             | .                                       |                               |
| Rehabilitado por Alfonso XIII |                                         |                               |
| .                             | Carlos de Muguiro y Frígola             | 1919-                         |
| .                             | Carlos de Muguiro e Ybarra              | 1965-actual titular           |

## Historia de los barones de la Benedrís
- Luis de Castellar Olim de Vilanova, I barón de Benedrís, I barón de Bicorp.

1. Casó con Francisca Juana Carroz.

- Luis de Vilanova y Castellar, barón de Benedrís, I conde del Castellá.

Sucesores suyos fueron:
-Jerónima de Vilanova y Carroz, II condesa de Castellá.
-Carlos de Castellví y Vilanova.
-Galcerán de Castellví y Fax.
-Carlos de Castellví y Figuerola.
- Tomás de Castellví y Adeli, barón de Benedrís, III conde de Castellá.

- Galcerán de Castellví y Villaseñor (n. en 1643), barón de Benedrís, IV conde de Castellá.

- Nicolás Felipe de Castellví y Villarasa (n. en 1673), barón de Benedrís, V conde de Castellá.

- Nicolás Martín de Castellví y Monsoríu, barón de Benedrís, VI conde de Castellá.

-Vicente María Nicolás de Castellví y Monsoríu, VIII conde de Castellá.
- Antonio Benito de Castellví y Durán, barón de Benedrís, IX conde de Castellá.

Rehabilitado en 1919 por:
- Carlos de Muguiro y Frígola (n. en 1902), XIX barón de Benedrís, IV conde de Muguiro, barón de Bicorp.

1. Casó con María Luisa de Ybarra y Osborne. Le sucedió su hijo:

- Carlos de Muguiro e Ybarra (n. en 1935), XX barón de Benedrís, V conde de Muguiro, barón de Bicorp, barón del Castillo de Chirel.

1. Casó con Pilar Serrano-Suñer y Polo.